# Associazione Calcio Legnano 1956-1957
Questa voce raccoglie le informazioni riguardanti l'Associazione Calcio Legnano nelle competizioni ufficiali della stagione 1956-1957.

## Stagione

Ernesto Castano, al Legnano 1956 al 1957

A causa del deludente campionato precedente, c'è un cambio della guardia al vertice della società: il commissario reggente Giuseppe Mario Perozzi lascia spazio a Davide Casero, che viene eletto commissario straordinario. La rosa non subisce variazioni importanti, nonostante le evidenti difficoltà finanziarie: nonostante queste ultime, viene deciso di non vendere i pezzi migliori. Tra gli atleti più importanti, sono ceduti solamente il difensore Franco Pian e l'attaccante Alfredo Pastore. Acquisti degni di nota non ce ne sono: vengono solamente promossi in prima squadra alcuni promettenti giovani dalla primavera come il centrocampista Ernesto Castano, che farà poi un'ottima carriera nella Juventus, e l'attaccante Adelio Crespi.
Nella stagione 1956-1957 il Legnano disputa il quindicesimo campionato di Serie B della sua storia. La stagione è pessima e si conclude con il 18º e ultimo posto a 23 punti, a cinque lunghezze dal Taranto, prima delle squadre che si salvano. Il Legnano retrocede quindi in Serie C: questo è l'ultimo campionato di Serie B disputato dai Lilla.

## Divise
| Casa |

## Organigramma societario
Area direttiva
- Presidente: -
- Commissario straordinario: comm. Davide Casero

Area tecnica
- Allenatore: Ugo Innocenti

## Rosa
| N. |                   | Ruolo | Calciatore      |
| -- | ----------------- | ----- | --------------- |
|    | Italia (bandiera) | A     | Paolo Bettolini |
|    | Italia (bandiera) | A     | Peppino Bocchio |
|    | Italia (bandiera) | A     | Emilio Caprile  |
|    | Italia (bandiera) | C     | Ernesto Castano |
|    | Italia (bandiera) | C     | Edmondo Colombi |
|    | Italia (bandiera) | D     | Giovanni Cozzi  |
|    | Italia (bandiera) | A     | Adelio Crespi   |
|    | Italia (bandiera) | D     | Natale Lamera   |
|    | Italia (bandiera) | P     | Mario Longoni   |
|    | Italia (bandiera) | C     | Luciano Lupi    |
|    | Italia (bandiera) | A     | Remo Morelli    |

| N. |                   | Ruolo | Calciatore           |
| -- | ----------------- | ----- | -------------------- |
|    | Italia (bandiera) | A     | Enzo Mustoni         |
|    | Svezia (bandiera) | A     | Karl-Erik Palmér     |
|    | Italia (bandiera) | D     | Angelo Panara        |
|    | Italia (bandiera) | A     | Luigi Parodi         |
|    | Italia (bandiera) | A     | Fulvio Rivolta       |
|    | Italia (bandiera) | D     | Mario Sala           |
|    | Italia (bandiera) | A     | Aurelio Santagostino |
|    | Italia (bandiera) | C     | Luciano Sassi        |
|    | Italia (bandiera) | P     | Fabio Soldaini       |
|    | Italia (bandiera) | D     | Ermanno Tarabbia     |
|    | Italia (bandiera) | C     | Giovanni Viganò      |

## Risultati

### Serie B

#### Girone d'andata
| Arbitro: | Grignani (Milano) |

|               |           |  |
| Sacchella 74’ | Marcatori |  |

| Legnano 23 settembre 1956 2ª giornata | Legnano          | 0 – 0 | Como | Stadio Comunale\| Arbitro: \| Ferrari (Milano) \| |
| Arbitro:                              | Ferrari (Milano) |       |      |                                                   |

| Arbitro: | Caputo (Napoli) |

|             |           |  |
| Bernini 76’ | Marcatori |  |

| Arbitro: | Marangio (Roma) |

|                                            |           |  |
| Origgi 51’ (rig.) Celio 64’ Uzzecchini 77’ | Marcatori |  |

| Arbitro: | Canepa (Genova) |

|            |           |                             |
| Parodi 45’ | Marcatori | 77’ Gaeta 90’ Martinelli II |

| Arbitro: | Coppa (Mariano Comense) |

|                              |           |             |
| Cacciavillani 6’ Benelli 21’ | Marcatori | 61’ Caprile |

| Arbitro: | Smorto (Reggio Calabria) |

|             |           |             |
| Caprile 29’ | Marcatori | 88’ Buratti |

| Arbitro: | De Robbio (Torre Annunziata) |

|                       |           |                  |
| Erba 16’ Righetto 31’ | Marcatori | 87’ Santagostino |

| Arbitro: | Caputo (Napoli) |

|                  |           |                |
| Santagostino 14’ | Marcatori | 1’, 5’ Manzino |

| Arbitro: | Gambarotta (Genova) |

|                  |           |             |
| Serradimigni 63’ | Marcatori | 83’ Caprile |

| Arbitro: | Canepa (Genova) |

|                         |           |           |
| Caprile 15’ Bocchio 62’ | Marcatori | 51’ Bravi |

| Legnano 23 dicembre 1956 12ª giornata | Legnano             | 0 – 0 | Bari | Stadio Comunale\| Arbitro: \| Baldassarre (Udine) \| |
| Arbitro:                              | Baldassarre (Udine) |       |      |                                                      |

| Arbitro: | Gambarotta (Genova) |

|                                  |           |  |
| Parodi 67’ (aut.) Fioravanti 68’ | Marcatori |  |

| Arbitro: | De Marchi (Pordenone) |

|                   |           |             |
| Calegari 18’, 65’ | Marcatori | 88’ Caprile |

| Arbitro: | Famulari (Messina) |

|                  |           |              |
| Bocchio 39’, 65’ | Marcatori | 72’ Bertucco |

| Arbitro: | Baldassarre (Udine) |

|           |           |             |
| Corti 41’ | Marcatori | 11’ Caprile |

| Arbitro: | Adami (Roma) |

|                                          |           |                   |
| Caprile 19’ Russi 31’ (aut.) Bocchio 54’ | Marcatori | 37’, 71’ Morbello |

#### Girone di ritorno
| Arbitro: | Rigato (Mestre) |

|  |           |               |
|  | Marcatori | 45’ Fraschini |

| Arbitro: | Grignani (Milano) |

|             |           |                  |
| Marsili 66’ | Marcatori | 57’ Santagostino |

| Arbitro: | Angelini (Firenze) |

|                        |           |  |
| Caprile 10’ Palmér 62’ | Marcatori |  |

| Arbitro: | Pieri (Trieste) |

|           |           |                   |
| Sassi 74’ | Marcatori | 72’ (rig.) Origgi |

| Arbitro: | Piemonte (Monfalcone) |

|                                   |           |  |
| Fonda 44’ Bolognesi 81’ Lugli 83’ | Marcatori |  |

| Arbitro: | Liverani (Torino) |

|          |           |  |
| Lupi 53’ | Marcatori |  |

| Arbitro: | Ubezio (Novara) |

|                               |           |  |
| Padoan 5’ Guidazzi 62’ (rig.) | Marcatori |  |

| Arbitro: | Famulari (Messina) |

|                  |           |                        |
| Santagostino 78’ | Marcatori | 12’ Erba 61’ Azzali II |

| Arbitro: | De Marchi (Pordenone) |

|                          |           |  |
| Manzino 66’ Moschino 84’ | Marcatori |  |

| Arbitro: | Canepa (Genova) |

|                                      |           |                          |
| Tarabbia 40’ (rig.), 89’ Caprile 52’ | Marcatori | 28’ Ghersetich 53’ Sanna |

| Arbitro: | Angelini (Firenze) |

|                                           |           |                         |
| Bravi 47’ Darin 71’, 75’ Giammarinaro 82’ | Marcatori | 77’ (aut.) Santagostino |

| Arbitro: | Bartolomei (Roma) |

|  |           |             |
|  | Marcatori | 80’ Caprile |

| Arbitro: | Fornari (Bologna) |

|            |           |           |
| Parodi 79’ | Marcatori | 41’ Mosca |

| Arbitro: | Gambarotta (Genova) |

|  |           |             |
|  | Marcatori | 90’ Barison |

| Arbitro: | Marangio (Roma) |

|                            |           |             |
| Maccacaro 26’ Bassetti 33’ | Marcatori | 85’ Bocchio |

| Arbitro: | Campagna (Palermo) |

|             |           |             |
| Bocchio 16’ | Marcatori | 36’ Maestri |

| Arbitro: | Menchini (Udine) |

|                                                          |           |                          |
| Manenti 25’ Vitali 47’ Tinazzi 50’ Albertelli 66’ (rig.) | Marcatori | 54’ Bocchio 56’ Tarabbia |

## Statistiche

### Statistiche di squadra
| Competizione | Punti | In casa | In casa | In casa | In casa | In casa | In casa | In trasferta | In trasferta | In trasferta | In trasferta | In trasferta | In trasferta | Totale | Totale | Totale | Totale | Totale | Totale | DR  |
| Competizione | Punti | G       | V       | N       | P       | Gf      | Gs      | G            | V            | N            | P            | Gf           | Gs           | G      | V      | N      | P      | Gf     | Gs     | DR  |
| ------------ | ----- | ------- | ------- | ------- | ------- | ------- | ------- | ------------ | ------------ | ------------ | ------------ | ------------ | ------------ | ------ | ------ | ------ | ------ | ------ | ------ | --- |
| Serie B      | 23    | 17      | 6       | 6       | 5       | 20      | 18      | 17           | 1            | 3            | 13           | 11           | 33           | 34     | 7      | 9      | 18     | 31     | 51     | -20 |

### Statistiche dei giocatori[2]
| Giocatore       | Serie B  | Serie B |
| Giocatore       | Presenze | Reti    |
| --------------- | -------- | ------- |
| P. Bettolini    | 3        | 0       |
| P. Bocchio      | 26       | 7       |
| E. Caprile      | 34       | 10      |
| E. Castano      | 26       | 0       |
| E. Colombi      | 23       | 0       |
| G. Cozzi        | 3        | 0       |
| A. Crespi       | 4        | 0       |
| N. Lamera       | 11       | 0       |
| L. Lupi         | 21       | 1       |
| R. Morelli      | 8        | 0       |
| E. Mustoni      | 18       | 0       |
| K.E. Palmér     | 28       | 1       |
| A. Panara       | 20       | 0       |
| L. Parodi       | 33       | 2       |
| F. Rivolta      | 3        | 0       |
| M. Sala         | 1        | 0       |
| A. Santagostino | 19       | 5       |
| L. Sassi        | 25       | 1       |
| F. Soldaini     | 34       | -51     |
| E. Tarabbia     | 32       | 3       |
| G. Viganò       | 2        | 0       |